# 林德虫

德国版的林德蠕龍

林德蠕龍（英語：Lindworm；斯堪的那維亞語：Lindorm）是一种神话生物。它和飞龙十分近似，区别在于林德蠕龍没有翅膀。它们一般也无腿足，或像飞龙那样仅生双爪。传说它们气力的来源于尾巴。
英文、德文中的Worm、Wurm，一般都是指毛毛蟲一類的蠕蟲，但在此處是特指無足、無爪、無翅的龍，另，有一說認為林德蠕龍的原型很有可能是來自歐洲特有的洞螈，因為相關傳說與洞螈的棲息地重疊。
马可·波罗称自己在中亚平原发现了林德蠕龍，並绘道：“（林德蠕龍）比看起来更为敏捷。能轻易将飞驰中的骑者扑落马鞍。”（Swifter than it looks. Easily able to take down a man on a galloping horse.）
传说林德蠕龍在德国和北歐神話出没最为频繁。比如《尼伯龙根之歌》（The Nibelungenlied）中，英雄齊格菲（Siegfried）在德意志的虿虫镇（the town of Worms）降服了林德龍。十三世纪德国的传说：克拉根福（Klagenfurt）附近栖息着一条林德蠕龍。河流泛滥，居民便归罪于它。当地一位公爵悬赏活捉恶龙。几个青年就用锁链套住公牛，牵往洞穴。林德蠕龍吞下公牛，就好似鱼儿上钩，最终遭擒被杀。1335年，克拉根福附近洞穴发现了一个犀牛头骨，居民都认为是林德蠕龍的尸蜕。还有个故事与中世纪著名英雄圣乔治有关：勃兰登堡（Brandenburg）附近有林德蠕龍出没。它们爱在太阳下睡觉，远看恰似株倒地的杉木。某天一个马车夫误把午睡的小林德蠕龍当作木料，将其碾死。母林德蠕龍大怒，直追到布兰登城门。圣乔治出城与其周旋，砍掉龍尾，终于除害。
在挪威流传着“林德龍王”的传说：王后无嗣，就采用老巫婆的秘方，巫婆的祕方是給了兩個洋蔥，並交代要剝去洋蔥皮才能吃，第一顆洋蔥王后沒有剝而吃下，第二顆才剝去皮吃下，终于产下双胞胎。弟弟英俊聪慧，哥哥却是隻林德蠕龍。长大后，弟弟有意娶妻，哥哥却坚持自己为长，必须先论婚配。但带到他眼前的新娘，林德蠕龍兄长都吃下肚去。最后送来的是位牧羊女，她凭借聪明智慧，去掉了林德蠕龍身上的诅咒，将其还原为英俊的王子。

## 外部連結
- King Lindorm （页面存档备份，存于）, translated from: Grundtvig, Sven, Gamle danske Minder i Folkemunde (Copenhagen, 1854–1861).
- Gesta Danorum, Book 9 by Saxo Grammaticus.
- A retelling of Ragnar Lodbrok's story （页面存档备份，存于） from Teutonic Myth and Legend by Donald Mackenzie.
- Saint George Legends from Germany and Poland （页面存档备份，存于）
- Lindorm （页面存档备份，存于）, an article from Nordisk Familjebok (1904-1926), a Swedish encyclopedia now in the Public Domain.
- Lindormen, a ballad in Swedish published at the Mutopia project.